# Kyriad
Kyriad is een Franse hotelketen, die in 2000 is opgericht. Het is onderdeel van de Louvre Hotels Group.

## Geschiedenis
Kyriad Hotels werd opgericht in het jaar 2000 als een Frans hotelmerk binnen het middensegment. Het ontstond uit de wens om reizigers een comfortabele, betaalbare en consistente hotelervaring te bieden, zonder dat de lokale charme en eigenheid verloren gingen. Kyriad maakte oorspronkelijk deel uit van Groupe Envergure, dat toen al meerdere bekende hotelmerken beheerde.
In 2001 kreeg Kyriad echt vorm toen het werd opgebouwd uit de samensmelting van de bestaande Franse hotelketens Climat de France en Clarine. Twee jaar later, in 2003, werd ook de hotelketen Bleu Marine geïntegreerd en ontstond een luxere variant van het merk onder de naam Kyriad Prestige. Hiermee kreeg Kyriad een bredere positionering binnen de markt, met aanbod variërend van standaard tot iets meer upscale.
In 2004 fuseerde de hotelgroep achter Kyriad met Concorde Hotels & Resorts en ging verder onder de naam Louvre Hôtels. Kort daarop, in 2005, werd de volledige groep overgenomen door het Amerikaanse investeringsfonds Starwood Capital Group. Deze overname leidde tot verdere professionalisering en internationale ambities.
Een belangrijke wending kwam in 2015, toen de Chinese groep Jinjiang International Louvre Hotels Group (inclusief Kyriad) overnam voor een bedrag van ruim 1,3 miljard euro. Daarmee werd Jinjiang de vijfde grootste hotelgroep ter wereld. Onder hun leiding begon Kyriad aan een meer uitgesproken internationale expansie. Het merk breidde uit naar landen als China, Zuid-Korea, Indonesië, Marokko, de Verenigde Arabische Emiraten, Spanje en zelfs de Verenigde Staten.
In 2018 introduceerde Louvre Hotels Group een nieuwe merkvariant: Kyriad Direct. Deze formule richt zich op het tweesterren-segment en biedt hoteluitbaters de mogelijkheid om hun eigen stijl te behouden, terwijl ze profiteren van de distributiekracht en kwaliteitsstandaarden van Kyriad. Deze flexibele aanpak sloeg aan, vooral in Frankrijk, maar ook in andere Europese landen zoals Spanje en Andorra.
Anno 2025 zijn er wereldwijd meer dan 400 Kyriad-hotels, met een sterke aanwezigheid in Frankrijk en een groeiend netwerk in Azië, Noord-Afrika en Europa. 